# Erwin Kreker
Erwin Theodor Godehard Kreker (* 23. Februar 1907 in Hildesheim; † 8. Oktober 1966 in Wiesbaden) war ein deutscher Drehbuchautor, Filmregisseur und Produktionsleiter.

## Leben und Wirken
Der Sohn eines Regierungsbeamten hatte an der Universität Jura und Volkswirtschaft studiert und anschließend als Journalist und Zeitungsredakteur gearbeitet. Noch in seinen 20ern, begann Kreker Manuskripte für Filme zu schreiben und eigene Bühnenstücke zu veröffentlichen. Zu seinen (meist heiteren) Theatervorlagen gehören “Prominente privat”, “Der Zauberer”, “Der Scheidungsanwalt”, “Der ehrliche Verlierer” und “Frau Sperlings Raritätenladen” – letztgenanntes Kreker-Stück wurde 1997 von dem Kollegen Horst Pillau für das Fernsehen mit Heidi Kabel in der Hauptrolle adaptiert.
Für den Kinospielfilm verfasste Erwin Kreker – stets in Zusammenarbeit mit Kollegen – lediglich 15 Drehbücher, darunter auch zwei späte Harry-Piel-Sensationsgeschichten. Darüber hinaus war er von 1947 bis 1949 Autor einer Reihe von Werbe- und Dokumentarfilmen der DEFA, die zum Teil von Kreker auch inszeniert und als Produktionsleiter betreut wurden. Für den Spielfilm nach 1945 war er kaum mehr aktiv. Zu Hans Domnicks zweiteiligem Reisefilm Traumstraße der Welt lieferte der gebürtige Hildesheimer gemeinsam mit Domnick 1958 auch den Begleitkommentar.

## Filmografie
als Drehbuchautor, wenn nicht anders angegeben
- 1936: Männer vor der Ehe
- 1936: Der lustige Witwenball
- 1937: Kein Wort von Liebe
- 1937: Meine Frau, die Perle
- 1938: Konzert in Tirol
- 1938: Kleines Bezirksgericht
- 1938: Menschen, Tiere, Sensationen
- 1939: Parkstraße 19
- 1940/53: Gesprengte Gitter
- 1941: Ehe man Ehemann wird
- 1942: Drei tolle Mädels
- 1947: Pfeifkonzert (Kurzdokumentarfilm, auch Regie und Produktionsleitung)
- 1948: Energie (Kurzdokumentarfilm, auch Regie und Produktionsleitung)
- 1948: Es liegt in eurer Hand (Kurzdokumentarfilm, auch Regie und Produktionsleitung)
- 1948: Das kostbarste Gut (Kurzdokumentarfilm, auch Regie und Produktionsleitung)
- 1949: Leuna – kleine Stadt, große Tat (Kurzdokumentarfilm, auch Regie und Produktionsleitung)
- 1949: 750 Jahre Mansfeld (Kurzdokumentarfilm, auch Regie und Produktionsleitung)
- 1951: Hilfe, ich bin unsichtbar!
- 1952: Augen auf im Straßenverkehr (Kurzdokumentarfilm)
- 1954: Sanatorium total verrückt
- 1957: Zwei Matrosen auf der Alm